# Птицы-носороги (отряд)
Птицы-носороги:2960 (лат. Bucerotiformes) — отряд птиц из инфракласса новонёбных, в который включают птиц-носорогов, рогатых воронов, удодов и древесных удодов. Раньше эти семейства относили к отряду ракшеобразных (Coraciiformes), потом два последних семейства — к отряду удодообразных.

## Систематика
Молекулярно-генетические исследования 2011 года показали, что рогатые вороны и Bycanistes образуют обособленную кладу, отделённую от остального филогенетического древа птиц-носорогов. Считается, что они представляют раннюю африканскую линию, в то время как остальные Bucerotiformes эволюционировали в Азии. Два рода древесных удодов, Phoeniculus и Rhinopomastus, по-видимому, разошлись около 10 миллионов лет назад, поэтому некоторые систематики рассматривают их как отдельные подсемейства или даже отдельные семейства данного отряда.

### Классификация
Международный союз орнитологов относит к отряду следующие роды:
- † Семейство Laurillardiidae
  - † Род Laurillardia[12]
- Подотряд Upupi
  - † Семейство Messelirrisoridae
    - † Род Messelirrisor[13]

  - Семейство Phoeniculidae — Древесные удоды
    - † Род Phirriculus[14]
    - Род Phoeniculus — Лесные удоды, или красноклювые удоды, или кукушечьехвостые удоды — 6 видов
    - Род Rhinopomastus — Серпоклювые удоды — 3 вида

  - Семейство Upupidae — Удодовые
    - Род Upupa — Удоды — 4 вида
- Подотряд Buceroti
  - Семейство Bucorvidae
    - Род Bucorvus — Рогатые вороны — 2 вида

  - Семейство Bucerotidae — Птицы-носороги
    - Tockus — Токо, или токи — 10 видов
    - Lophoceros — 8 видов
    - Bycanistes — 6 видов
    - Ceratogymna — Шлемоносные калао — 2 вида
    - Horizocerus — 4 вида
    - Berenicornis — Белохохлые калао — 1 вид
    - Buceros — Двурогие птицы-носороги, или калао, или гомраи — 3 вида
    - Rhinoplax — Шлемоносные птицы-носороги — 1 вид
    - Anthracoceros — Пёстрые птицы-носороги, или птицы-носороги — 5 видов
    - Ocyceros — 3 вида
    - Anorrhinus — Короткочубые калао — 3 вида
    - Aceros — 1 вид
    - Rhyticeros — 6 видов
    - Rhabdotorrhinus — 4 вида
    - Penelopides — Калао-пенелопидесы — 5 видов